# Castrillo del Val
Castrillo del Val ist eine 823 Einwohner (Stand: 2024) zählende Gemeinde der Provinz Burgos in der Autonomen Gemeinschaft Kastilien-León (Castilla y León). Sie gehört zur Comarca Alfoz de Burgos.
Die Gemeinde setzt sich aus dem Hauptort Castrillo und weiteren vier kleineren Ortschaften Cerca de Santa Eugenia, El Priorato, San Pedro de Cardeña und Los Tomillares sowie einem Militärcamp zusammen.

## Lage
Castrillo del Val liegt etwa elf Kilometer ostsüdöstlich von Burgos am Río Arlanzón. Die Gemeinde gehört zum UNESCO-Weltkulturerbe der Wege nach Santiago de Compostela mit den Variationen in Nordspanien. 

## Bevölkerungsentwicklung
| Jahr      | 1970 | 1991 | 2001 | 2011 | 2020 |
| Einwohner | 241  | 199  | 565  | 728  | 793  |

## Sehenswürdigkeiten
- Kloster San Pedro de Cardeña, berühmt für die Grablege von El Cid
- Kirche Santa Eugenia
- Kirche San Juan

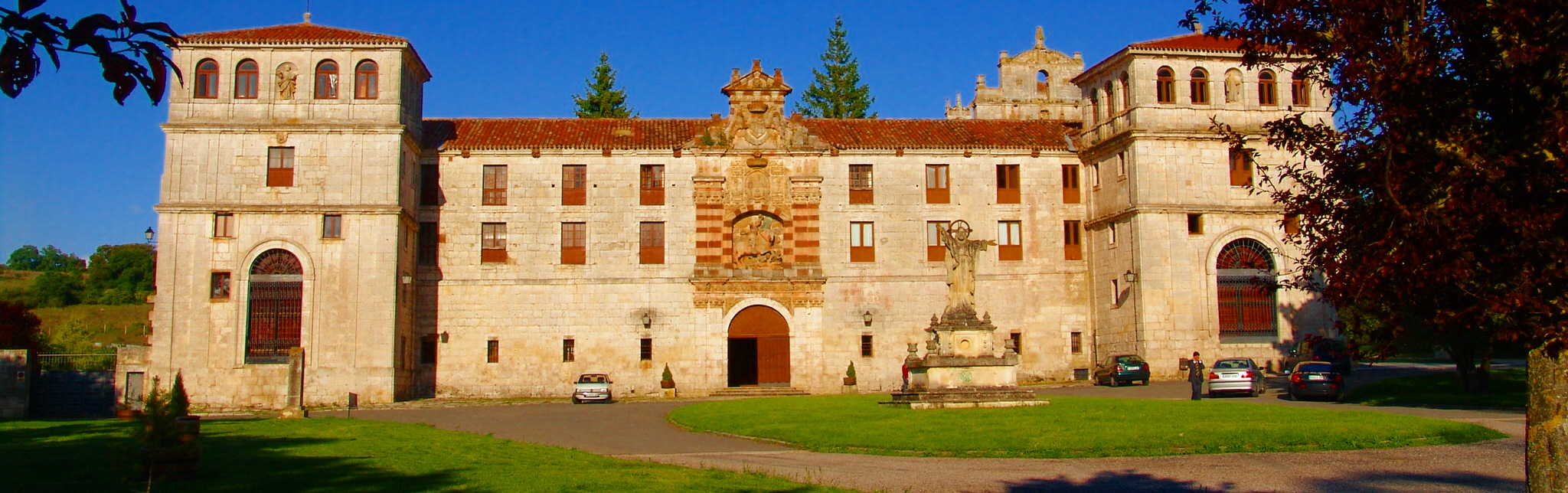
Kloster San Pedro de Cardeña